# Mario Rottaris
Mario Rottaris (* 8. Februar 1968 in Trub) ist ein ehemaliger Schweizer Eishockeyspieler, der während seiner aktiven Profilaufbahn ausschliesslich für Fribourg-Gottéron in der Nationalliga A spielte und mit der Mannschaft mehrmals die Schweizer Vize-Meisterschaft erreichte.

## Karriere
Der auf der Position des Centers agierende Mario Rottaris spielte in seiner Jugend für den EHC Burgdorf in der 1. Liga, ehe er ab 1987 für Fribourg-Gottéron in der Nationalliga A aktiv war. Dort etablierte er sich rasch als Stammkraft und erreichte in der Ära von Wjatscheslaw Bykow und Andrei Chomutow mit Gottéron zwischen 1992 und 1994 drei Mal in Folge die Vize-Meisterschaft. Nachdem Christian Hofstetter seine Karriere beendet hatte, wurde Rottaris zum Mannschaftskapitän von Fribourg-Gottéron ernannt. Nach 16 Jahren im Dress von Fribourg-Gottéron beendete der Linksschütze 2003 seine aktive Laufbahn. Insgesamt bestritt Rottaris über 600 NLA-Spiele im Verlauf seiner Karriere.
Die Trikotnummer 10 des langjährigen Fribourg-Gottéron-Stürmers wurde vom Club gesperrt und unters Hallendach der BCF-Arena gehängt.

### International
Für die Schweiz absolvierte Rottaris insgesamt 34 Länderspiele und vertrat sein Heimatland bei mehreren Weltmeisterschaften, unter anderem auch bei der Weltmeisterschaft 1992. Dieses Turnier beendete die Schweiz auf dem vierten Endrang, wobei Rottaris in acht Spielen drei Tore erzielte. Ausserdem war er Mitglied der Eisgenossen bei den Olympischen Winterspielen 1992 und lief in sieben Begegnungen auf, wobei ihm zwei Tore und eine Torvorlage gelangen.